# Saison 2 de New York, crime organisé
Chronologie
Saison 1 Saison 3
Cet article, présente la deuxième saison de New York, crime organisé  (Law and Order: Organized Crime) qui est une série télévisée américaine.

## Distribution

### Acteurs principaux
- Daniel Oreskes : lieutenant Marv Moennig (épisodes 1, 2, 7 et 10)
- Guillermo Díaz : sergent puis lieutenant William "Bill" Brewster (épisodes 1, 2, 3, 4, 5, 6, 7, 10, 12, 13, 14, 15 et 16)
- Danielle Moné Truitt (en) (VF : Géraldine Asselin) : Sergent Ayanna Bell
- Christopher Meloni (VF : Jérôme Rebbot) : Détective Elliot Stabler
- Ainsley Seiger (en) (VF : Margaux Maillet) : Détective Jet Slootmaekers
- Nora Parker Johnson : Détective Carmen "Nova" Riley
- Rachel Lin : détective Victoria Cho (épisodes 2 à 8 puis 10 à 22)
- Mike Cannon : détective Carlos Maldonado (épisodes 2 à 8 puis 10 à 22)

### Invités deNew York, unité spéciale
- Mariska Hargitay (VF : Dominique Dumont) : capitaine Olivia Benson (épisodes 3, 5, 9, 15 et 20)
- Ice-T (VF : Jean-Paul Pitolin) : sergent Odafin Tutuola (épisode 5)
- Octavio Pisano : détective Joe Velasco (épisode 15)
- Dann Florek : capitaine Don Cragen (épisode 17 et 22)

### Famille de criminels
- Tamara Taylor (VF : Nathalie Homs) : Pr Angela Wheatley (épisodes 1 et 9 à 14)
- Dylan McDermott (VF : Xavier Fagnon) : Richard Wheatley (épisodes 1 et 9 à 14)

## Acteurs récurrents

### La Famille Stabler
- Nicky Torchia : Elliot Stabler, Jr. (épisodes 1, 2, 4, 5, 6, 8, 9, 12, 15, 17, 18, 21 et 22)
- Ellen Burstyn : Bernadette Stabler, mère d'Elliot (épisodes 2, 5, 6, 9, 11, 12, 14, 17, 18 et 22)
- Allison Siko : Kathleen Stabler (épisodes 2, 5, 8, 9, 21 et 22)

### Membres du Bureau du Crime organisé

#### Substitut du procureur
- Wendy Moniz-Grillo : substitut du procureur Anne Frasier (épisodes 1, 3, 7 et 8)

### Marcy Corporation
- Lamar K. Cheston : Lance Flowers (épisodes 1 à 2)
- Antino Crowley-Kamenwati : Hugo Bankole (épisodes 1, 3, 4, 14, 15, 16, 18 et 21)
- Ron Cephas Jones : Leon Kilbride (épisodes 1, 3, 5, 6, 10, 12, 15 et 22)
- Mykelti Williamson : Preston Webb (épisodes 1, 14, 15, 16, 17, 18, 19, 20 et 22)

### Kosta Corporation
- Roman Blat : Nikoll (épisodes 1, 2, 4, 5, 6, 7 et 8)
- Vinnie Jones : Albi Briscu (épisodes 1 à 8)
- Dash Mihok : Reggie Bogdani (épisodes 1 à 8)
- Michael Raymond-James : Jon Kosta (épisodes 1 à 8)
- Lolita Davidovich : Flutura Briscu (épisodes 1, 3, 4, 5, 6, 7 et 8)
- Caroline Lagerfelt : Agniezjka Bogdani, mère de Reggie (épisodes 1, 5, 6, 7 et 8)
- DeVore Ledridge : Grace Kosta (épisodes 1, 7 et 8)
- Nina Wisner : Jozi Kosta (épisodes 1 et 8)
- Erin Lee Smith : Rovena Kosta (épisodes 1 et 8)
- Brian Colin Foley : Lorik (épisodes 1, 4 et 7)

### Entourage du sergent Bell
- Keren Dukes : Denise Bullock, l'épouse de Bell (épisodes 1, 2, 3, 6, 8, 10, 15, 17, 19 et 22)

## Liste des épisodes

### Épisode 1:Sous couverture
- États-Unis : 23 septembre 2021 sur NBC
- France :
  - 4 avril 2022 sur  13ème rue
- Québec : 19 octobre 2022 sur Addik

- États-Unis : 4,18 millions de téléspectateurs (première diffusion)

- Ari Blinder : Beau Campbell
- Byron Clohessy :  Zef
- Braxton Fennin : Brett Feeney
- Barbara Eve Harris : avocate de la défense Athena Davis
- Kathiamarice Lopez : Penda
- J.C. Montgomery : chef Kilpatrick
- Brian Rojas : officier Dawson

### Épisode 2:Entrer dans la famille
- États-Unis : 30 septembre 2021 sur NBC
- France :
  - 4 avril 2022 sur  13ème rue
- Québec : 26 octobre 2022 sur Addik

- États-Unis : 4,12 millions de téléspectateurs (première diffusion)

- Byron Clohessy : Zef
- Bobby James Evers : Jerry Milanesi
- Joe Giorgio : Marco Dornetto
- Kathiamarice Lopez : Penda
- Christiane Noll : Annie Mulaney
- Sal Rendino : Mario Frugatti
- Izabela Vidovic : Rita Lasku
- Tony Ward : Sean Mulaney

### Épisode 3:Eddie Wagner, hors-la-loi
- États-Unis : 30 septembre 2021 sur NBC
- France :
  - 11 avril 2022 sur  13ème rue
- Québec : 2 novembre 2022 sur Addik

- États-Unis : 4,12 millions de téléspectateurs (première diffusion)

- Mariska Hargitay : Olivia Benson 1/5

### Épisode 4:Jouer avec le feu
- États-Unis : 7 octobre 2021 sur NBC
- France :
  - 11 avril 2022 sur  13ème rue
- Québec : 9 novembre 2022 sur Addik

- États-Unis : 3,20 millions de téléspectateurs (première diffusion)

### Épisode 5:Le Bon, la brute et la belle
- États-Unis : 14 octobre 2021 sur NBC
- France :
  - 18 avril 2022 sur  13ème rue
- Québec : 16 novembre 2022 sur Addik

- États-Unis : 3,32 millions de téléspectateurs (première diffusion)

- Mariska Hargitay : Olivia Benson 2/5
- Ice-T : Odafin Tutuola

### Épisode 6:Impardonnable
- États-Unis : 21 octobre 2021 sur NBC
- France :
  - 18 avril 2022 sur  13ème rue
- Québec : 23 novembre 2022 sur Addik

- États-Unis : 3,02 millions de téléspectateurs (première diffusion)

### Épisode 7:Arnaque de haut vol
- États-Unis : 4 novembre 2021 sur NBC
- France :
  - 25 avril 2022 sur  13ème rue

- États-Unis : 3,25 millions de téléspectateurs (première diffusion)

### Épisode 8:La taupe
- États-Unis : 11 novembre 2021 sur NBC
- France :
  - 25 avril 2022 sur  13ème rue

- États-Unis : 3,04 millions de téléspectateurs (première diffusion)

### Épisode 9:Noël mortel
- États-Unis : 9 décembre 2021 sur NBC
- France :
  - 2 mai 2022 sur  13ème rue

- États-Unis : 3,50 millions de téléspectateurs (première diffusion)[1]

- Mariska Hargitay : Olivia Benson 3/5

### Épisode 10:Némésis
- États-Unis : 6 janvier 2022 sur NBC
- France :
  - 2 mai 2022 sur  13ème rue

- États-Unis : 3,31 millions de téléspectateurs (première diffusion)[2]

### Épisode 11:Le Robin des Bois moderne
- États-Unis : 13 janvier 2022 sur NBC
- France :
  - 9 mai 2022 sur  13ème rue

- États-Unis : 3,25 millions de téléspectateurs (première diffusion)[3]

### Épisode 12:Les Gardiens de la justice
- États-Unis : 20 janvier 2022 sur NBC
- France :
  - 9 mai 2022 sur  13ème rue

- États-Unis : 3,22 millions de téléspectateurs (première diffusion)[4]

### Épisode 13:L'Hubris dans Œdipe
- États-Unis : 24 février 2022 sur NBC
- France :
  - 16 mai 2022 sur  13ème rue

- États-Unis : 3,48 millions de téléspectateurs (première diffusion)[5]

### Épisode 14:Jusqu'à ton âme...
- États-Unis : 3 mars 2022 sur NBC
- France :
  - 16 mai 2022 sur  13ème rue

- États-Unis : 3,17 millions de téléspectateurs (première diffusion)[6]

### Épisode 15:Double jeu
- États-Unis : 10 mars 2022 sur NBC
- France :
  - 23 mai 2022 sur  13ème rue

- États-Unis : 3,11 millions de téléspectateurs (première diffusion)[7]

- Mariska Hargitay : Olivia Benson 4/5
- Octavia Pinaso : Joe Velasco

### Épisode 16:La confrérie
- États-Unis : 17 mars 2022 sur NBC
- France :
  - 23 mai 2022 sur  13ème rue

- États-Unis : 3,43 millions de téléspectateurs (première diffusion)[8]

### Épisode 17:Sur écoute
- États-Unis : 7 avril 2022 sur NBC
- France :
  - 30 mai 2022 sur  13ème rue

- États-Unis : 2,98 millions de téléspectateurs (première diffusion)[9]

- Dann Florek : Don Cragen 1/2

- Il s'agit de la pire audience historique de la série.
- Apparition de l'ancien chef de Stabler à l'époque de la SVU, le capitaine Don Cragen.

### Épisode 18:Facteur X
- États-Unis : 14 avril 2022 sur NBC
- France :
  - 30 mai 2022 sur  13ème rue

- États-Unis : 3,15 millions de téléspectateurs (première diffusion)[10]

### Épisode 19:Un casse dans la tête
- États-Unis : 28 avril 2022 sur NBC
- France :
  - 6 juin 2022 sur  13ème rue

- États-Unis : 3,18 millions de téléspectateurs (première diffusion)[11]

### Épisode 20:Course contre la montre
- États-Unis : 5 mai 2022 sur NBC
- France :
  - 13 juin 2022 sur  13ème rue

- États-Unis : 4,08 millions de téléspectateurs (première diffusion)[12]

- Mariska Hargitay : Olivia Benson 5/5

### Épisode 21:Un contrat sur la tête
- États-Unis : 12 mai 2022 sur NBC
- France :
  - 20 juin 2022 sur  13ème rue

- États-Unis : 3,15 millions de téléspectateurs (première diffusion)[13]

### Épisode 22:Faux amis
- États-Unis : 19 mai 2022 sur NBC
- France :
  - 27 juin 2022 sur  13ème rue

- États-Unis : 3,37 millions de téléspectateurs (première diffusion)[14]

- Dann Florek : Don Cragen 2/2